# Teixeira de Freitas Airport
Teixeira de Freitas Airport (portugisiska: Aeroporto de Teixeira de Freitas, Aeroporto 9 de Maio) är en flygplats i Brasilien.   Den ligger i kommunen Teixeira de Freitas och delstaten Bahia, i den sydöstra delen av landet, 900 km öster om huvudstaden Brasília. Teixeira de Freitas Airport ligger 104 meter över havet.
Terrängen runt Teixeira de Freitas Airport är platt. Runt Teixeira de Freitas Airport är det tätbefolkat, med 266 invånare per kvadratkilometer..
Omgivningarna runt Teixeira de Freitas Airport är huvudsakligen savann.